# 지봉로 (부천시)
지봉로는 경기도 부천시 소사구 괴안동 성심고가 사거리에 역곡1동 동곡초등학교 사이를 잇는 도로이다. 경인옛로에서 직결된다.

## 경유지
- 성심고가 사거리 - 성심고가교 - 가톨릭대학교 - 부천동초등학교 앞 삼거리 - 역이치안센터 입구 사거리 - 농협사거리 - 동곡초등학교